# تاریخچه کالبدشناسی

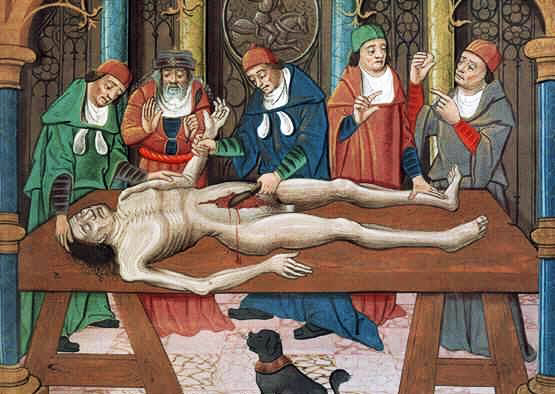
تشریح جسد، نقاشی قرن پانزدهم

تاریخچه کالبدشناسی از نخستین بررسی‌های انجام‌شده بر روی قربانی کردن آیینی آغاز می‌شود و تا مطالعات پیشرفته دانشمندان امروزی بر روی بدن انسان ادامه دارد. توصیفات مکتوب از اندام‌ها و بخش‌های مختلف بدن انسان را می‌توان تا هزاران سال پیش، در خاکسپاری در مصر باستان، ردیابی کرد؛ جایی که توجه به بدن به‌دلیل آیین‌های تدفین پیچیده و مفصل آن‌ها امری ضروری بوده است.
ملاحظات نظری دربارهٔ ساختار و عملکرد بدن انسان تا مدت‌ها بعد، در یونان باستان شکل نگرفت. فیلسوفان یونانی مانند الکمئون و امپدوکلس، و پزشکان یونانی مانند بقراط و پیروان مکتب او، به علل حیات، بیماری و عملکردهای مختلف بدن توجه داشتند. ارسطو تشریح حیوانات را بخشی از برنامه خود برای درک علل پدیده‌های زیستی می‌دانست. در عصر هلنیستی، برای نخستین‌بار، کالبدشکافی و تشریح زنده انسان توسط هروفیلوس و اراسیستراتوس انجام شد. دانش کالبدشناسی در دوران باستان، در شخص جالینوس به اوج خود رسید؛ کسی که با استفاده از تجربیات پزشکی خود و کالبدشکافی میمون بربری، ورزا و دیگر جانوران، به کشفیات مهمی دست یافت.
مطالعات آناتومی در طول قرون وسطی بر اساس کارهای جالینوس ادامه یافت، جایی که آموزه‌های او پایه و اساس آموزش پزشکی را تشکیل داد. رنسانس (یا طاعون سیاه) بازنگری در متون پزشکی کلاسیک را به همراه داشت و کالبدشکافی برای اولین بار از زمان جالینوس دوباره مد شد. کار مهم تشریحی توسط موندینو د لوزی، برنگاریو دا کارپی و ژاک دوبوآ انجام شد که در اثر اصلی آندریاس وسالیوس فابریکا (۱۵۴۳) به اوج رسید. از آن زمان تاکنون، درک ساختارها و عملکرد اندام‌های بدن، بخش جدایی‌ناپذیری از طبابت و منبعی برای تحقیقات علمی بوده است.

## آناتومی باستانی

### مصر

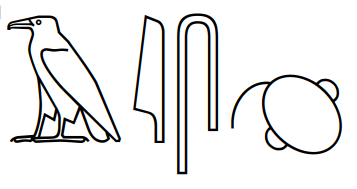
هیروگلیف نشان دهنده مغز یا جمجمه در پاپیروس ادوین اسمیت.

مطالعه کالبدشناسی حداقل از اوایل دهه ۱۶۰۰ (پیش از میلاد)، یعنی تاریخ پاپیروس ادوین اسمیت، آغاز می‌شود. این رساله نشان می‌دهد که قلب، رگ‌های آن، کبد، طحال، کلیه‌ها، هیپوتالاموس، رحم و مثانه شناخته شده‌اند. و اینکه رگ‌های خونی از قلب سرچشمه می‌گیرند. رگ‌های دیگری نیز توصیف شده‌اند؛ برخی حامل هوا، برخی حامل مخاط و دو رگ در گوش راست که گفته می‌شود «نفس حیات» را حمل می‌کنند. در حالی که دو تا به گوش چپ، "نفس مرگ". پاپیروس اِبِرس (حدود ۱۵۵۰ پیش از میلاد) رساله‌ای در مورد قلب دارد. اشاره می‌کند که قلب مرکز خون‌رسانی است و رگ‌های هر عضو بدن به آن متصل هستند. به نظر می‌رسد مصریان اطلاعات کمی در مورد عملکرد کلیه‌ها و مغز داشتند و قلب را محل اتصال تعدادی رگ می‌دانستند که تمام مایعات بدن - خون، اشک، ادرار و منی - را حمل می‌کردند. با این حال، آنها نظریه‌ای در مورد منشأ بزاق و عرق نداشتند.

### یونان باستان
بخش عمده‌ای از نامگذاری، روش‌ها و کاربردهای مطالعه آناتومی را می‌توان در آثار یونانیان باستان ردیابی کرد. در قرن پنجم پیش از میلاد، فیلسوف آلکمئون احتمالاً یکی از اولین کسانی بود که حیوانات را برای اهداف آناتومیک تشریح کرد و احتمالاً اعصاب بینایی و لوله‌های استاش را شناسایی کرد. پزشکان باستانی مانند آکرون، پوسانیاس و فیلیستیون نیز احتمالاً تحقیقات آناتومیکی انجام داده‌اند. یکی دیگر از فیلسوفان مهم آن زمان، امپدوکلس بود که خون را گرمای ذاتی می‌دانست و استدلال می‌کرد که قلب عضو اصلی بدن و منبع پنوما (که می‌تواند به نفس یا روح اشاره داشته باشد) است که توسط رگ‌های خونی توزیع می‌شود.

### جالینوس

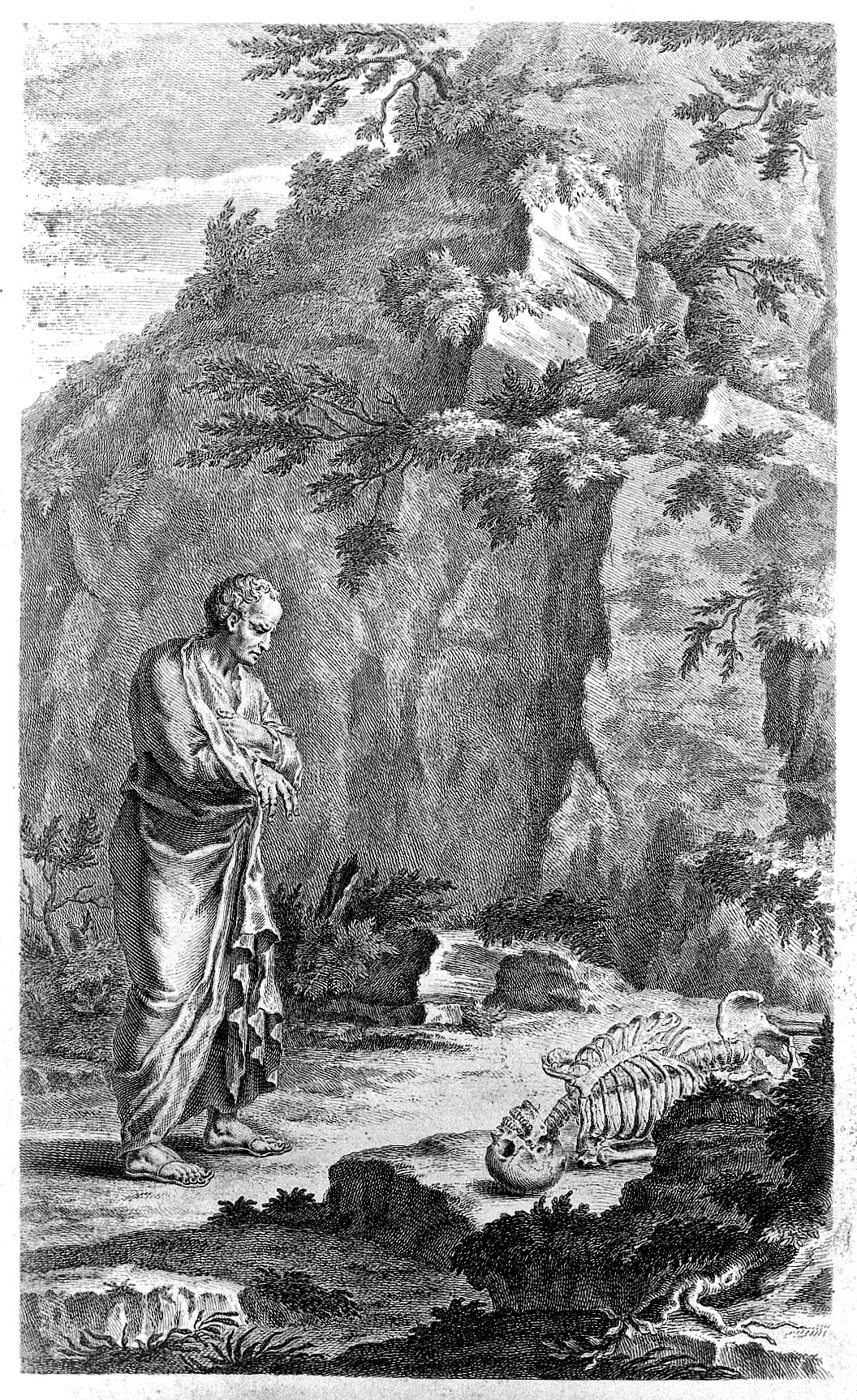
جالینوس در حال بررسی اسکلت انسان.

آخرین کالبدشناس بزرگ دوران باستان، جالینوس بود که در قرن دوم میلادی فعالیت می‌کرد. او در شهر باستانی پرگامون (که اکنون در ترکیه است) در یونان باستان به عنوان پسر یک معمار موفق متولد شد که به او آموزش‌های آزاد داد. جالینوس در تمام مکاتب فلسفی اصلی (افلاطون‌گرایی، ارسطوگرایی، رواق‌گرایی و اپیکورگرایی) آموزش دید تا اینکه پدرش، تحت تأثیر خوابی که از آسکلپیوس دیده بود، تصمیم گرفت که او باید پزشکی بخواند. پس از مرگ پدرش، جالینوس به دنبال بهترین پزشکان در سمورنا، کورینس و در نهایت اسکندریه به خارج از کشور رفت.
جالینوس بسیاری از دانش به دست آمده توسط پیشینیان خود را گردآوری کرد و با انجام تشریح و کالبدشکافی روی میمون‌ها، گاوها، خوک‌ها و سایر حیوانات بربری، تحقیقات در مورد عملکرد اندام‌ها را گسترش داد. به دلیل کمبود نمونه‌های انسانیِ در دسترس، اکتشافات حاصل از تشریح حیوانات به‌طور گسترده در آناتومی انسان نیز به کار گرفته شد. در سال ۱۵۸ میلادی، جالینوس به عنوان پزشک ارشد گلادیاتورها در زادگاهش پرگامون خدمت می‌کرد. جالینوس به واسطهٔ موقعیت شغلی‌اش توانست انواع زخم‌ها را بدون انجام هیچ گونه کالبدشکافی واقعی انسان مطالعه کند و بخش زیادی از حفرهٔ شکم را ببیند. با این حال، مطالعه او روی خوک‌ها و میمون‌ها اطلاعات دقیق‌تری در مورد اندام‌ها به او داد و پایه و اساس کارهای پزشکی او را فراهم کرد. حدود ۱۰۰ اثر از این آثار امروزه باقی مانده‌اند - که بیشترین تعداد برای هر نویسنده یونان باستان است - و شامل ۲۲ جلد از متون مدرن می‌شوند.